# El valle del Jarama (canción)
«Jarama Valley» (El valle del Jarama) es una canción de la guerra civil española, con base en la melodía de El valle del Río Rojo, canción folklórica estadounidense.
Trata sobre la batalla del Jarama que se libró desde el 6 al 27 de febrero de 1937, a orillas del río Jarama, en un valle a pocos kilómetros al este de Madrid. Las tropas del general Franco, el experimentado y bien instruido ejército colonial español de África, asaltaron las posiciones de los inexpertos e insuficientemente equipados voluntarios de las Brigadas Internacionales, y en particular el Batallón Británico y el Batallón Dimitrov. La batalla, en la práctica, finalizó en un empate, aunque fue una de las más cruentas de la guerra con, entre 6000 y 7000 bajas en el ejército rebelde, y entre 9000 y 10 000 por los republicanos. El batallón británico perdió 225 de sus 600 miembros, mientras el estadounidense Batallón Lincoln perdió 125 de 500.

## Versión original
La más antigua versión conocida fue escrita por Alex McDade, del batallón británico, integrado en la XV Brigada Internacional. Publicado en 1938 en The Book of the XV International Brigade, por el Comisariado de Guerra. Es una típica canción militar del frente sobre las penalidades de los soldados. McDade era un obrero de Glasgow, que alcanzó el puesto de comisario político en la XV Brigada, responsable del bienestar de los soldados. Fue herido en el Jarama, y cayó en la batalla de Brunete, el 6 de julio de 1937. La versión original de McDade fue modificada posteriormente por otros veteranos, y publicada el 8 de enero de 1939 en Londres para una reunión conmemorativa de veteranos del batallón.
| Versión original There’s a valley in Spain called Jarama, That's a place that we all know so well, for 'tis there that we wasted our manhood, And most of our old age as well. From this valley they tell us we're leaving But don't hasten to bid us adieu For e'en though we make our departure We'll be back in an hour or two Oh, we're proud of our British Battalion, And the marathon record it's made, Please do us this one little favour And take this last word to Brigade: "You will never be happy with strangers, They would not understand you as we, So remember the Jarama Valley And the old men who wait patiently". | Versión de 1939 There’s a Valley in Spain called Jarama, It’s a place that we all know so well, It is there that we gave of our manhood, And so many of our brave comrades fell. We are proud of the British Battalion, And the stand for Madrid that they made, For they fought like true sons of the soil. As part of the Fifteenth Brigade. With the rest of the international column, In the stand for the freedom of Spain We swore in the valley of Jarama That fascism never will reign. Now we’ve left that dark valley of sorrow And its memories of regret, So before we continue this reunion Let us stand to our glorious dead. |  |

## Versión corta en tres estrofas
También se realizó una versión más corta, en tres estrofas, adaptada para la Brigada Lincoln, adoptada como himno por estos veteranos, y grabadas por los cantantes americanos Woody Guthrie y Pete Seeger.
| Jarama Valley There's a valley in Spain called Jarama It's a place that we all know so well It was there that we gave of our manhood And so many of our brave comrades fell. We are proud of the Lincoln Battalion And the fight for Madrid that it made There we fought like true sons of the people As part of the Fifteenth Brigade. Now we're far from that valley of sorrow But its memory we ne'er will forget So before we conclude this reunion Let us stand to our glorious dead. | El Valle del Jarama Hay un valle en España llamado Jarama es un lugar que nosotros conocemos bien. Fue allí donde dimos nuestra virilidad y donde cayeron nuestros valientes camaradas. Estamos orgullosos del Batallón Lincoln y de la lucha que hizo por Madrid. Allí luchamos como verdaderos hijos del pueblo como parte de la Quince Brigada. Ahora estamos lejos de aquel valle de dolor pero su memoria nunca olvidaremos; Así que antes de que concluyamos esta reunión pongámonos en pie por nuestros gloriosos muertos. |  |